# Шахова олімпіада 1958
13 шахова Олімпіада проходила в столиці федеральної землі Баварія, місті Мюнхен. Змагання проходили з 30 вересня по 23 жовтня 1958 року.

У 1958 році древній Мюнхен відзначав своє 800-річчя. Ця подія стала приводом для організаторів 13 Олімпіади — надати право проведення шахового турніру столиці Баварії. 
У Мюнхен прибула рекордна кількість команд — 36 країн прислали своїх найсильніших шахістів. Серед дебютантів були Португалія, Ліван і, що особливо знаменно, команда Тунісу. Вперше шахісти африканського континенту брали участь в Олімпіаді.
Серед учасників турніру — 25 гросмейстерів і понад 100 міжнародних і національних майстрів. Більшість команд прибула в Мюнхен у своїх найсильніших складах. Югославську команду очолювали Глігорич, Матанович та Івков, угорську — Сабо і Барца, ФРН — Унцікер, НДР — Ульман, радянську - Ботвинник, голландську — Ейве, команду Данії — герой XII Олімпіади молодий Б. Ларсен. Після шестирічної перерви на Олімпіаду приїхала американська команда з Решевським, але без Фішера. В команді Аргентини вперше не було Найдорфа.

## Регламент
Вдень 30 вересня капітани команд зібралися на технічну нараду, на якій представили списки всіх команд. На основі цих списків спеціальна комісія, яку очолював головний суддя Олімпіади Алоїз Наглер (Швейцарія), склала чотири півфінальні групи по дев'ять команд. По три переможці півфіналів виходили у головний фінал А, наступні три команди (4—6 місця) утворювали фінал В. Решта команд півфіналів склали фінал С.

## Відкриття
30 вересня у великому залі готелю «Регіна» відбулося урочисте відкриття турніру. На церемонії відкриття вперше звучав офіційний гімн ФІДЕ, який написав італієць дель-Верме. Вперше прозвучав текст олімпійської клятви «Клянемося бути чесними борцями на шаховій Олімпіаді, дотримуватися правил змагання, по-лицарськи боротися в ім'я спорту, в ім'я честі наших країн».

## Перебіг подій
На сцені, прикрашеній прапорами країн-учасниць і великою емблемою ФІДЕ, розташувалися члени суддівської колегії. В партері за 64 шахівницями грали учасники змагання, яких відокремлював від глядачів спеціальний бар'єр.

## Півфінали
Першого жовтня у великому концертному залі Німецького музею почалася боротьба у півфіналах.

### Група А
Головним фаворитом була переможниця двох попередніх олімпіад збарна СРСР. На другі і треті місця реально претендували команди Болгарії, Австрії і Голландії. Досвідчена команда Голландії, незважаючи на вдалу гру лідерів Ейве (4,5 з 5) і Доннера (7 з 8), залишилась за бортом головного фіналу.
| Місце | Країна      | 1  | 2  | 3  | 4  | 5  | 6  | 7  | 8  | 9  | Очки | КО | Перемоги | Нічиї | Поразки |
| ----- | ----------- | -- | -- | -- | -- | -- | -- | -- | -- | -- | ---- | -- | -------- | ----- | ------- |
| 1.    | СРСР        |    | 3½ | 2½ | 2½ | 3  | 4  | 4  | 3½ | 4  | 27   | 16 | 8        | 0     | 0       |
| 2.    | Болгарія    | ½  |    | 3  | 1½ | 2  | 4  | 3½ | 3½ | 3½ | 21½  | 11 | 5        | 1     | 2       |
| 3.    | Австрія     | 1½ | 1  |    | 2  | 2½ | 2½ | 4  | 3½ | 4  | 21   | 11 | 5        | 1     | 2       |
| 4.    | Нідерланди  | 1½ | 2½ | 2  |    | 1½ | 3  | 3  | 3  | 4  | 20½  | 11 | 5        | 1     | 2       |
| 5.    | Данія       | 1  | 2  | 1½ | 2½ |    | 1½ | 1½ | 2½ | 4  | 16½  | 7  | 3        | 1     | 4       |
| 6.    | Франція     | 0  | 0  | 1½ | 1  | 2½ |    | 2  | 3½ | 4  | 14½  | 7  | 3        | 1     | 4       |
| 7.    | Італія      | 0  | ½  | 0  | 1  | 2½ | 2  |    | 3½ | 1½ | 11   | 5  | 2        | 1     | 5       |
| 8.    | Пуерто-Рико | ½  | ½  | ½  | 1  | 1½ | ½  | ½  |    | 3  | 8    | 2  | 1        | 0     | 7       |
| 9.    | Ірландія    | 0  | ½  | 0  | 0  | 0  | 0  | 2½ | 1  |    | 4    | 2  | 1        | 0     | 7       |

### Група В
У другому півфіналі сенсацію піднесла молода команда Іспанії, шахісти якої після 27-річної перерви знову брали участь в Олімпіаді. Іспанці лише один матч звели внічию (з командою США), решту виграли і посіли перше місце.
| Місце | Країна    | 1  | 2  | 3  | 4  | 5  | 6  | 7  | 8  | 9  | Очки | КО | Перемоги | Нічиї | Поразки |
| ----- | --------- | -- | -- | -- | -- | -- | -- | -- | -- | -- | ---- | -- | -------- | ----- | ------- |
| 1.    | Іспанія   |    | 2  | 2½ | 3  | 2½ | 3  | 3½ | 3½ | 3½ | 23½  | 15 | 7        | 1     | 0       |
| 2.    | США       | 2  |    | 1½ | 3½ | 3  | 3  | 3  | 3½ | 3½ | 23   | 13 | 6        | 1     | 1       |
| 3.    | ФРН       | 1½ | 2½ |    | 2  | 3  | 1½ | 4  | 4  | 3½ | 22   | 11 | 5        | 1     | 2       |
| 4.    | Фінляндія | 1  | ½  | 2  |    | 2  | 3  | 2½ | 1½ | 3  | 15½  | 8  | 3        | 2     | 3       |
| 5.    | Ісландія  | 1½ | 1  | 1  | 2  |    | 2½ | 2  | 2  | 3½ | 15½  | 7  | 2        | 3     | 3       |
| 6.    | Ізраїль   | 1  | 1  | 2½ | 1  | 1½ |    | 2  | 3  | 3  | 15   | 7  | 3        | 1     | 4       |
| 7.    | Норвегія  | ½  | 1  | 0  | 1½ | 2  | 2  |    | 2½ | 2  | 11½  | 5  | 1        | 3     | 4       |
| 8.    | ПАР       | ½  | ½  | 0  | 2½ | 2  | 1  | 1½ |    | 2½ | 10½  | 5  | 2        | 1     | 5       |
| 9.    | Іран      | ½  | ½  | ½  | 1  | ½  | 1  | 2  | 1½ |    | 7½   | 1  | 0        | 1     | 7       |

### Група С
Найдраматичнішою була боротьба в третьому півфіналі. Фаворити, угорці й аргентинці, зустріли гідну
конкуренцію з боку команд Англії, НДР і Польщі. Лідери змінювалися кожного туру: після 2-го — філіппінці, після 3-го — колумбійці. Після 5 турів лідерство захопили шахісти НДР, після 6-го — поляки. Важливим був 8-ий тур: аргентинці перемогли філіппінців (3,5:0,5), команда НДР — англійців (3:1), а угорці зазнали серйозної поразки від колумбійців — 1 : 3 (Сабо — Куеллар 0:1). Перед останнім туром становище команд у групі лідерів було таке: 
- 1) Аргентина — 20;
- 2) НДР—18,5;
- 3) Польща — 17,5;
- 4) Англія — 17;
- 5) Угорщина — 17;

У заключному турі аргентинські і німецькі шахісти, легко перемігши колумбійців і шотландців, забезпечили собі місце у фіналі А. Доля третього місця вирішувалася в матчах Англія — Філіппіни та Угорщина — Польща.
Англійці виграли — 3:1, угорці ж досягли лише мінімальної перемоги. Це було справжньою трагедією для угорської команди: бронзовий призер XII Олімпіади не потрапив у головний фінал.
| Місце | Країна    | 1  | 2  | 3  | 4  | 5  | 6  | 7  | 8  | 9  | Очки | KO | Перемоги | Нічиї | Поразки |
| ----- | --------- | -- | -- | -- | -- | -- | -- | -- | -- | -- | ---- | -- | -------- | ----- | ------- |
| 1.    | Аргентина |    | 2½ | 1½ | 2½ | 2  | 3  | 3½ | 4  | 4  | 23   | 13 | 6        | 1     | 1       |
| 2.    | НДР       | 1½ |    | 3  | 2  | 2½ | 3  | 2½ | 2½ | 4  | 21   | 13 | 6        | 1     | 1       |
| 3.    | Англія    | 2½ | 1  |    | 1½ | 3  | 2  | 3  | 3  | 4  | 20   | 11 | 5        | 1     | 2       |
| 4.    | Угорщина  | 1½ | 2  | 2½ |    | 2½ | 1  | 3½ | 3½ | 3  | 19½  | 11 | 5        | 1     | 2       |
| 5.    | Польща    | 2  | 1½ | 1  | 1½ |    | 2  | 3½ | 3½ | 4  | 19   | 8  | 3        | 2     | 3       |
| 6.    | Колумбія  | 1  | 1  | 2  | 3  | 2  |    | 1½ | 2½ | 3½ | 16½  | 8  | 3        | 2     | 3       |
| 7.    | Філіппіни | ½  | 1½ | 1  | ½  | ½  | 2½ |    | 2  | 4  | 12½  | 5  | 2        | 1     | 5       |
| 8.    | Шотландія | 0  | 1½ | 1  | ½  | ½  | 1½ | 2  |    | 3  | 10   | 3  | 1        | 1     | 6       |
| 9.    | Ліван     | 0  | 0  | 0  | 1  | 0  | ½  | 0  | 1  |    | 2½   | 0  | 0        | 0     | 8       |

### Група D
Четвертий півфінал особливим напруженням не вирізнявся. Досвідчені команди Югославії і Чехословаччини без особливих зусиль забезпечили собі участь у турнірі найсильніших. Третій фіналіст визначився в останньому турі в матчі Швейцарія — Канада. Канадцям необхідна була перемога з перевагою в два очка, але досягти цього вони не змогли. Швейцарці програли, проте утрималися на третьому місці.
| Місце | Країна         | 1  | 2  | 3  | 4  | 5  | 6  | 7  | 8  | 9  | Очки | KO | Перемоги | Нічиї | Поразки |
| ----- | -------------- | -- | -- | -- | -- | -- | -- | -- | -- | -- | ---- | -- | -------- | ----- | ------- |
| 1.    | Чехословаччина |    | 2  | 3  | 2  | 2½ | 4  | 3½ | 4  | 4  | 25   | 14 | 6        | 2     | 0       |
| 2.    | Югославія      | 2  |    | 2  | 4  | 2½ | 2½ | 3½ | 4  | 3½ | 24   | 14 | 6        | 2     | 0       |
| 3.    | Швейцарія      | 1  | 2  |    | 1½ | 2½ | 4  | 3½ | 4  | 1½ | 20   | 9  | 4        | 1     | 3       |
| 4.    | Канада         | 2  | 0  | 2½ |    | 2½ | 3  | 2  | 3½ | 3½ | 19   | 12 | 5        | 2     | 1       |
| 5.    | Швеція         | 1½ | 1½ | 1½ | 1½ |    | 3½ | 4  | 2  | 3  | 18½  | 7  | 3        | 1     | 4       |
| 6.    | Бельгія        | 0  | 1½ | 0  | 1  | ½  |    | 2½ | 2½ | 2½ | 10½  | 6  | 3        | 0     | 5       |
| 7.    | Португалія     | ½  | ½  | ½  | 2  | 0  | 1½ |    | 2  | 3  | 10   | 4  | 1        | 2     | 5       |
| 8.    | Туніс          | 0  | 0  | 0  | ½  | 2  | 1½ | 2  |    | 3½ | 9½   | 4  | 1        | 2     | 5       |
| 9.    | Греція         | 0  | ½  | 2½ | ½  | 1  | 1½ | 1  | ½  |    | 7½   | 2  | 1        | 0     | 7       |

## Фінали
10 жовтня відбулося жеребкування фіналів. З'ясувалося, що команда США в суботні дні повинна грати з радянськими та югославськими шахістами. Американська делегація вимагала, щоб партії на 1-й шахівниці в цих матчах були перенесені з 16 на 19 годину. Причина відома: лідер американців Решевський через релігійні міркування не може в суботу займатися будь-якою роботою, в тому числі і грою в шахи. Після невеликого обговорення турнірний комітет відмовився задовольнити позив американців і запропонував їм в ці дні замінити Решевського запасним учасником, оскільки перенесення партій порушувало б нормальні умови гри для суперників Решевського. Американці спочатку заявили, що в такому разі вони залишать Олімпіаду, але потім заспокоїлися, і на цьому невеликий «дипломатичний» інцидент було вичерпано.
Наступного дня у фіналах відбувся 1-й тур. 

### Фінал А
У центрі уваги головного фіналу був матч США — СРСР, який закінчився на всіх шахівницях нічиїми. Основні суперники — аргентинці та югослави — перемогли з великим рахунком команди Іспанії і НДР. У 2-му і 3-му турах всі головні суперники грали успішно. Після 4 турів становище в групі лідерів було таке: 
- 1) Югославія — 11;
- 2—3) Аргентина — 10,5;
- 2—3) Чехословаччина — 10,5;
- 4) СРСР — 10;
- 5) США — 9,5;

Після 6-го туру СРСР став одноосібним лідером, набравши 17 очок. На очко менше було в югославів і на два — в аргентинців. У 7-му турі югослави з мінімальним рахунком перемогли команду США.
Заключні 4 тури збірна СРСР граючи з командами Англії, НДР, Австрії і Швейцарії здійснила справжній спурт,- набрала 15,5 очка з 16 можливих. У підсумку СРСР на 5,5 очка випередив югославів і четвертий раз підряд завоював звання найсильнішої команди світу. збірна СРСР повторила рекорд, установлений командою США на довоєнних олімпіадах.
Відмінно виступила в турнірі югославська команда, яка теж не програла жодного матчу. Найкращим у команді був її лідер — гросмейстер Глігорич (+9—0=6), який перебував у зеніті своєї шахової кар'єри. Підтвердили свій високий клас Матанович — 2-а шахівниця (+7—1=5) і Фудерер — 2-й резерв (+8—2=1), впевнено провели матчі Івков — 3-я шахівниця (+7—3=5), ветеран Трифунович — 4-а шахівниця (+5—2=4) і дебютант Джурашевич (+3—1=7).
Третє місце посіла команда Аргентини, в складі якої не було лідерів — Найдорфа і Болбочана. Це відбилося на результаті команди — відрив від югославів, як ніколи, був великий — 3,5 очка. У відмінній формі перебував Панно — 2-а шахівниця (+8—0=8). Він не зазнав жодної поразки. Успішно зіграли досвідчені Пильник (+5—2=4) та Елісказес (+5—1=11), а також Сангінетті (+7—3=5), Редолфі (+3-2=4) та Емма (+2—1 = 1).
Знову без медалей Олімпіади залишилися американські шахісти. У команді досить слабко зіграли лідер Решевський та Бісгайєр. Лише зусиллями Ломбарді, Еванса та Россолімо американцям вдалося закінчити турнір на четвертому місці. Шостий заявлений учасник — гросмейстер Кежден — не зміг приїхати на турнір.
Напружена боротьба точилася за п'яте місце, на яке претендували команди Чехословаччини і ФРН. Якщо на старті найкращими були чехословацькі шахісти, то в середині турніру найкращі шанси на це місце мали «господарі поля». Проте в 10-му турі команда ФРН зазнала серйозної поразки в матчі з шахістами НДР, внаслідок чого відразу три команди набрали однакову кількість очок — Чехословаччина, ФРН і НДР. Після підрахунку командних перемог з'ясувалося, що найкращі показники в команди Чехословаччини — вона на п'ятому місці.
| Місце | Країна         | 1  | 2  | 3  | 4  | 5  | 6  | 7  | 8  | 9  | 10 | 11 | 12 | Очки | КО | Перемоги | Нічиї | Поразки |
| ----- | -------------- | -- | -- | -- | -- | -- | -- | -- | -- | -- | -- | -- | -- | ---- | -- | -------- | ----- | ------- |
| 1.    | СРСР           |    | 2  | 2  | 2  | 3½ | 4  | 2½ | 3½ | 3½ | 3½ | 4  | 4  | 34½  | 19 | 8        | 3     | 0       |
| 2.    | Югославія      | 2  |    | 2½ | 2½ | 3  | 3½ | 2½ | 3½ | 2½ | 2½ | 2½ | 2  | 29   | 20 | 9        | 2     | 0       |
| 3.    | Аргентина      | 2  | 1½ |    | 2  | 2  | 3  | 3  | 2½ | 3  | 2  | 2½ | 2  | 25½  | 15 | 5        | 5     | 1       |
| 4.    | США            | 2  | 1½ | 2  |    | 2  | 2  | 2½ | 2½ | 2½ | 2  | 3  | 2  | 24   | 14 | 4        | 6     | 1       |
| 5.    | Чехословаччина | ½  | 1  | 2  | 2  |    | 2½ | 1½ | 3  | 2  | 2½ | 3  | 2  | 22   | 12 | 4        | 4     | 3       |
| 6.    | НДР            | 0  | ½  | 1  | 2  | 1½ |    | 3½ | 2½ | 1½ | 3  | 2½ | 4  | 22   | 11 | 5        | 1     | 5       |
| 7.    | ФРН            | 1½ | 1½ | 1  | 1½ | 2½ | ½  |    | 3  | 3½ | 2  | 2½ | 2½ | 22   | 11 | 5        | 1     | 5       |
| 8.    | Швейцарія      | ½  | ½  | 1½ | 1½ | 1  | 1½ | 1  |    | 3  | 2½ | 2½ | 3½ | 19   | 8  | 4        | 0     | 7       |
| 9.    | Іспанія        | ½  | 1½ | 1  | 1½ | 2  | 2½ | ½  | 1  |    | 2  | 2½ | 2½ | 17½  | 8  | 3        | 2     | 6       |
| 10.   | Болгарія       | ½  | 1½ | 2  | 2  | 1½ | 1  | 2  | 1½ | 2  |    | 1½ | 1½ | 17   | 4  | 0        | 4     | 7       |
| 11.   | Англія         | 0  | 1½ | 1½ | 1  | 1  | 1½ | 1½ | 1½ | 1½ | 2½ |    | 2½ | 16   | 4  | 2        | 0     | 9       |
| 12.   | Австрія        | 0  | 2  | 2  | 2  | 2  | 0  | 1½ | ½  | 1½ | 2½ | 1½ |    | 15½  | 6  | 1        | 4     | 6       |

### Фінал В
У фіналі В беззаперечно фаворитом була угорська команда. Однак вона не зовсім впевнено провела стартові матчі. В 3-му турі угорці зазнали поразки від канадців, а в 5-му зіграли внічию з колумбійцями. Тому спочатку лідирували шахісти Голландії. Лише після 7-го туру, коли угорці буквально розгромили голландців, все стало на свої місця. Трете місце за кількістю виграних матчів було присуджено канадцям.
| Місце | Країна     | 13 | 14 | 15 | 16 | 17 | 18 | 19 | 20 | 21 | 22 | 23 | 24 | Очки | КО | Перемоги | Нічиї | Поразки |
| ----- | ---------- | -- | -- | -- | -- | -- | -- | -- | -- | -- | -- | -- | -- | ---- | -- | -------- | ----- | ------- |
| 13.   | Угорщина   |    | 3½ | 1½ | 2  | 2  | 3  | 3½ | 2½ | 2½ | 2½ | 4  | 4  | 31   | 18 | 8        | 2     | 1       |
| 14.   | Нідерланди | ½  |    | 3½ | 2½ | 2½ | 2½ | 3  | 2  | 3  | 3  | 2½ | 3½ | 28½  | 19 | 9        | 1     | 1       |
| 15.   | Канада     | 2½ | ½  |    | 1  | 2  | 2½ | 2½ | 2½ | 2½ | 2½ | 3½ | 2½ | 24½  | 17 | 8        | 1     | 2       |
| 16.   | Колумбія   | 2  | 1½ | 3  |    | 3  | 1  | 2  | 1½ | 2  | 3½ | 2½ | 2½ | 24½  | 13 | 5        | 3     | 3       |
| 17.   | Ізраїль    | 2  | 1½ | 2  | 1  |    | 3½ | 1½ | 1½ | 2½ | 2½ | 2½ | 3  | 23½  | 12 | 5        | 2     | 4       |
| 18.   | Данія      | 1  | 1½ | 1½ | 3  | ½  |    | 1½ | 2  | 4  | 2½ | 2  | 3½ | 23   | 10 | 4        | 2     | 5       |
| 19.   | Польща     | ½  | 1  | 1½ | 2  | 2½ | 2½ |    | 3  | 1½ | 2  | 3  | 3  | 22½  | 12 | 5        | 2     | 4       |
| 20.   | Швеція     | 1½ | 2  | 1½ | 2½ | 2½ | 2  | 1  |    | 2½ | 2  | 1½ | 2  | 21   | 10 | 3        | 4     | 4       |
| 21.   | Фінляндія  | 1½ | 1  | 1½ | 2  | 1½ | 0  | 2½ | 1½ |    | 3  | 2  | 2½ | 19   | 8  | 3        | 2     | 6       |
| 22.   | Ісландія   | 1½ | 1  | 1½ | ½  | 1½ | 1½ | 2  | 2  | 1  |    | 3  | 2½ | 18   | 6  | 2        | 2     | 7       |
| 23.   | Франція    | 0  | 1½ | ½  | 1½ | 1½ | 2  | 1  | 2½ | 2  | 1  |    | 1½ | 15   | 4  | 1        | 2     | 8       |
| 24.   | Бельгія    | 0  | ½  | 1½ | 1½ | 1  | ½  | 1  | 2  | 1½ | 1½ | 2½ |    | 13½  | 3  | 1        | 1     | 9       |

### Фінал С
У фіналі С вдало стартувала команда Італії. У 5-му турі її наздогнали норвежці і впритул наблизилися філіппінці. Далі італійці помітно знизили темп, а суперництво команд Норвегії і Філіппін тривало до останнього туру.
| Місце | Країна      | 25 | 26 | 27 | 28 | 29 | 30 | 31 | 32 | 33 | 34 | 35 | 36 | Очки | КО | Перемоги | Нічиї | Поразки |
| ----- | ----------- | -- | -- | -- | -- | -- | -- | -- | -- | -- | -- | -- | -- | ---- | -- | -------- | ----- | ------- |
| 25.   | Норвегія    |    | 1½ | 2  | 3  | 3  | 3  | 2½ | 2  | 3  | 2½ | 4  | 3½ | 30   | 18 | 8        | 2     | 1       |
| 26.   | Філіппіни   | 2½ |    | 2  | 2  | 3  | 2  | 3  | 2  | 4  | 3½ | 3  | 2½ | 29½  | 18 | 7        | 4     | 0       |
| 27.   | ПАР         | 2  | 2  |    | 2  | 2  | 2  | 3  | 2½ | 2½ | 4  | 3½ | 2½ | 28   | 17 | 6        | 5     | 0       |
| 28.   | Італія      | 1  | 2  | 2  |    | 2½ | 1½ | 1½ | 3  | 3  | 2½ | 4  | 3½ | 26½  | 14 | 6        | 2     | 3       |
| 29.   | Шотландія   | 1  | 1  | 2  | 1½ |    | 2  | 2½ | 2½ | 3½ | 4  | 2  | 3½ | 25½  | 13 | 5        | 3     | 3       |
| 30.   | Греція      | 1  | 2  | 2  | 2½ | 2  |    | 2½ | 2½ | 2½ | 2  | 3  | 3  | 25   | 16 | 6        | 4     | 1       |
| 31.   | Португалія  | 1½ | 1  | 1  | 2½ | 1½ | 1½ |    | 2½ | 2  | 2½ | 3½ | 3½ | 23   | 11 | 5        | 1     | 5       |
| 32.   | Іран        | 2  | 2  | 1½ | 1  | 1½ | 1½ | 1½ |    | 3  | 1  | 3  | 2  | 20   | 7  | 2        | 3     | 6       |
| 33.   | Пуерто-Рико | 1  | 0  | 1½ | 1  | ½  | 1½ | 2  | 1  |    | 2½ | 1½ | 2  | 14½  | 4  | 1        | 2     | 8       |
| 34.   | Ірландія    | 1½ | ½  | 0  | 1½ | 0  | 2  | 1½ | 3  | 1½ |    | 1  | 2  | 14½  | 4  | 1        | 2     | 8       |
| 35.   | Туніс       | 0  | 1  | ½  | 0  | 2  | 1  | ½  | 1  | 2½ | 3  |    | 2½ | 14   | 7  | 3        | 1     | 7       |
| 36.   | Ліван       | ½  | 1½ | 1½ | ½  | ½  | 1  | ½  | 2  | 2  | 2  | 1½ |    | 13½  | 3  | 0        | 3     | 8       |

## Індивідуальні результати
Учасники, які досягли найкращих індивідуальних результатів на шахівницях, — Глігорич, Андерсон (Канада), Керес, Бронштейн, Таль і Петросян — були відзначені пам'ятними призами. Спеціальний приз за абсолютно найкращий результат Олімпіади було вручено гросмейстеру Талю. 
Призи за найкращі досягнення у фіналах А, В і С одержали Глігорич, Б. Ларсен і Борха (Філіппіни) — усі по 8 з 11.

### Перша дошка
| Місце | Ім’я              | Країна     | Фінал | Очки | Ігри | %    |
| ----- | ----------------- | ---------- | ----- | ---- | ---- | ---- |
| 1     | Светозар Глігорич | Югославія  | A     | 12   | 15   | 80   |
| 2     | Макс Ейве         | Нідерланди | B     | 8½   | 11   | 77.3 |
| 3     | Михайло Ботвинник | СРСР       | A     | 9    | 12   | 75   |

### Друга дошка
| Місце | Ім’я                | Країна    | Фінал | Очки | Ігри | %    |
| ----- | ------------------- | --------- | ----- | ---- | ---- | ---- |
| 1     | Франк Росс Андерсон | Канада    | B     | 10½  | 13   | 80.8 |
| 2     | Василь Смислов      | СРСР      | A     | 9½   | 12   | 79.2 |
| 3     | Оскар Панно         | Аргентина | A     | 12   | 16   | 75   |

### Третя дошка
| Місце | Ім’я          | Країна         | Фінал | Очки | Ігри | %    |
| ----- | ------------- | -------------- | ----- | ---- | ---- | ---- |
| 1     | Пауль Керес   | СРСР           | A     | 9½   | 12   | 79.2 |
| 2     | Їрі Фічтл     | Чехословаччина | A     | 12½  | 17   | 73.5 |
| 3     | Мелітон Борха | Філіппіни      | C     | 13½  | 19   | 71.1 |

### Четверта дошка
| Місце | Ім’я              | Країна | Фінал | Очки | Ігри | %    |
| ----- | ----------------- | ------ | ----- | ---- | ---- | ---- |
| 1     | Давід Бронштейн   | СРСР   | A     | 9½   | 12   | 79.2 |
| 2     | Еванс Ларі Мелван | США    | A     | 11½  | 16   | 71.9 |
| 3     | Зандор Нільсон    | Швеція | B     | 11   | 16   | 68.8 |

### 1-ша резервна дошка
| Місце | Ім’я              | Країна     | Фінал | Очки | Ігри | %    |
| ----- | ----------------- | ---------- | ----- | ---- | ---- | ---- |
| 1     | Михайло Таль      | СРСР       | A     | 13½  | 15   | 90   |
| 2     | Георгій Тригнов   | Болгарія   | A     | 7    | 10   | 70   |
| 3     | Ніколас Россолімо | США        | A     | 10   | 15   | 66.7 |
| 3     | Хайле Крамар      | Нідерланди | B     | 8    | 12   | 66.7 |

### 2-га резервна дошка
| Місце | Ім’я            | Країна    | Фінал | Очки | Ігри | %    |
| ----- | --------------- | --------- | ----- | ---- | ---- | ---- |
| 1     | Тигран Петросян | СРСР      | A     | 10½  | 13   | 80.8 |
| 1     | Гйузо Форінтос  | Угорщина  | B     | 10½  | 13   | 80.8 |
| 3     | Андрія Фудерер  | Югославія | A     | 8½   | 11   | 77.3 |